# ميخائيل ريد (سياسي)
ميخائيل ريد (بالإنجليزية: Michael Reid)‏ هو سياسي أمريكي، ولد في 26 نوفمبر 1954. حزبياً، نشط في الحزب الجمهوري. وقد انتخب عضو مجلس نواب ولاية ميسوري.